# Kleiner Rehschröter

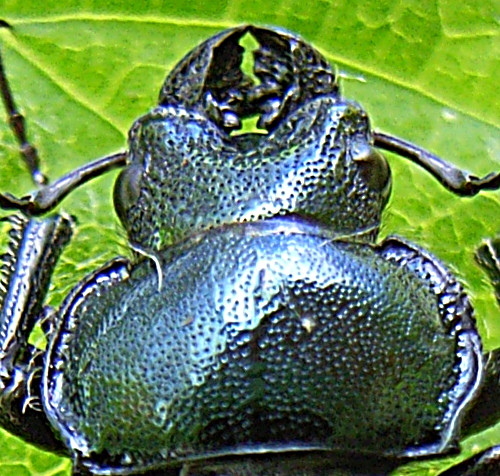
Kleiner Rehschröter; Kopf und Brustschild

Der Kleine Rehschröter (Platycerus caraboides) ist ein Käfer aus der Familie der Schröter. Die Art ist neben dem Großen Rehschröter (P. caprea) der einzige Vertreter ihrer Gattung in Mitteleuropa.

## Merkmale
Die Käfer werden 9 bis 13 Millimeter lang und haben einen flachen und gedrungenen Körperbau. Sie sind dem Großen Rehschröter (Platycerus caprea) sehr ähnlich. Im Gegensatz zu diesem sind sie etwas kürzer und gedrungener gebaut, der Halsschild ist dicht und gleichmäßig punktiert und die Kehle neben dem Rand des Halsschildes verschwindet bei den Hinterwinkeln nicht. Die Farbe variiert zwischen metallisch grün oder blau. Die Fühler haben am Ende einen viergliedrigen Fächer. Bei den Männchen sind die stark vergrößerten Mandibeln auffällig und sie haben schwarze Beine und Unterseiten, anders als die Weibchen, bei denen diese Körperpartien rostbraun gefärbt sind.

## Vorkommen
Die Art ist von Mitteleuropa und dem nördlichen Südeuropa bis Westasien und dem vorderen Orient zu finden. Sie fehlt im südlichen Spanien sowie im Norden der Britischen Inseln und dem nördlichen Teil von Skandinavien, außerdem in Griechenland und in großen Teilen des Balkans. Der Käfer bevorzugt mittlere und ebene Lagen und ist vor allem in warmen Laubwäldern, bevorzugt Buchenmischwäldern, sowie auf Kahlschlägen und auf verbuschten trockenen Hängen bis zu 750 m Höhe anzutreffen.
Die Art ist Mitteleuropa relativ selten, sie ist in der Roten Liste gefährdeter Arten in Deutschland nicht eingestuft, wird jedoch in einzelnen Bundesländern  als „gefährdet“ (Kategorie 3) und „stark gefährdet“ (Kategorie 2) geführt.

## Lebensweise
Die Käfer fressen Blätter und Knospen von Laubbäumen und lecken Saft aus Baumverletzungen. Die Larven entwickeln sich hauptsächlich in weißfaulem Totholz von verschiedenen Laubbäumen, vor allem in verpilzten und liegenden Holzteilen sowie in hölzernen Wegeeinfassungen. Zum Spektrum der nachgewiesenen Nahrungspflanzen gehören Buchen, Linden, Eichen, Birken, Hainbuchen, Eschen, Kiefern, Schlehen und Weißdorne. Ihre Entwicklung dauert drei Jahre, die Verpuppung erfolgt im Holz.